# Tossa de la Bovera
El Tossa de la Bovera és una muntanya de 811 metres que es troba entre els municipis d'Argençola, a la comarca de l'Anoia i de Santa Coloma de Queralt, a la comarca de la Conca de Barberà.